# Anax nigrofasciatus
Espèce
Statut de conservation UICN

 LC  : Préoccupation mineure
Anax nigrofasciatus est une espèce d'odonates de la famille des Aeshnidae appartenant au sous-ordre des anisoptères.

## Description
Cet Anax est une libellule de grande taille. Le front est vert avec une tache noire en forme de «T» sur le dessus et les yeux sont bleu vert. Le thorax est vert et les premiers segments de l'abdomen sont bleus. L'abdomen est majoritairement noir avec des motifs bleus et verts. Les pattes sont noires.

## Répartition
Elle vit en Chine centrale et méridionale, au Japon et en Corée du Sud.

## Habitat
A. nigrofasciatus fréquente les étangs de montagne, les lacs et les réservoirs.